# I skuggan av IRA
I skuggan av IRA är en irländsk film från 1984 i regi av Pat O'Connor, med John Lynch och Helen Mirren i huvudrollerna. Filmen baseras på en roman av Bernard MacLaverty som även skrev filmens manus. Vid Cannesfestivalen 1984 fick Mirren pris som bästa skådespelerska. Filmmusiken skrevs av Mark Knopfler och släpptes på albumet Cal.

## Rollista
| Helen Mirren        | – Marcella     |
| John Lynch          | – Cal          |
| Donal McCann        | – Shamie       |
| John Kavanagh       | – Skeffington  |
| Ray McAnally        | – Cyril Dunlop |
| Stevan Rimkus       | – Crilly       |
| Catherine Gibson    | – Mrs. Morton  |
| Louis Rolston       | – Dermot Ryan  |
| Tom Hickey          | – Preacher     |
| Gerard Mannix Flynn | – Arty         |